# Scaphytopius rubidus
Scaphytopius rubidus är en insektsart som beskrevs av Delong 1980. Scaphytopius rubidus ingår i släktet Scaphytopius och familjen dvärgstritar. Inga underarter finns listade i Catalogue of Life.